# Robert Amico
Robert Amico est un acteur, producteur, réalisateur et scénariste américain né le 1er octobre 1953 à Brooklyn dans l'État de New York aux États-Unis.

## Filmographie

### Comme acteur
- 1987 : Video Violence 2 de Gary Cohen : The Maniac (segment "The Best of...")
- 1988 : Covert Action de J. Christian Ingvordsen (de) : Soldier
- 1988 : Selim le boss (The Undertaker) de Franco Steffanino : Town Hall Meeting Official
- 1988 : Troma's War (en) de Michael Herz et Lloyd Kaufman : terroriste particulièrement entraîné
- 1990 : Small Time de Joel Surnow : Police Lt. Callaway
- 1991 : Hook ou la Revanche du capitaine Crochet (Hook) de Steven Spielberg : Pirate
- 1963 : Hôpital central ("General Hospital") (série TV) : Dockworker (1992)
- 1993 : Wonderguy de Murad Gumen : Second Thug
- 1994 : Menendez: A Killing in Beverly Hills (en) (TV) : Flunky
- 1996 : Baja Run de Marc Kolbe : Juan
- 1996 : One Girl, 2 Guns de Mike Lee Beesley : The Drug Dealer
- 1996 : Carjack de Conan Lee : Chop Shop Owner
- 1996 : Blazing Force (vidéo) de Mark J. Gordon : Thief
- 1996 : Entertaining Angels: The Dorothy Day Story (en) de Michael Ray Rhodes : Evicted Tenant
- 1998 : Crossfire de Gary S. Lipsky et Joe Zimmerman : Willie
- 1998 : The Howling Leopard de Majid D. Amini : Frank Thompson
- 1998 : The Advanced Guard (TV) : Homeless Man killed by Bravo
- 1998 : My Brother Jack d'Anthony Caldarella : Chico
- 1999 : 8 millimètres (8MM) de Joel Schumacher : Casting Director
- 1999 : Life Imitates Art de Robert Amico : Tony
- 1999 : Mou man tai de Alfred Cheung : Gay Man
- 2001 : Mr. Life (TV) : Jimmy Clams
- 2001 : Posers de David L. Carr : Lancelot
- 2001 : The Homecoming of Jimmy Whitecloud de Paul Winters : Vince D'Amico
- 2001 : Full Circle de James Quattrochi : Bob
- 2001 : Hawaiian Gardens de Percy Adlon : Customer #1
- 2002 : Hip, Edgy, Sexy, Cool de Robert B. Martin Jr. et Aaron Priest : Robert Amico
- 2002 : Taste It All de Richard Liukis : Auctioneer
- 2003 : Photo d'Andre Fabrizio : Uncle Tony
- 2003 : Beat Boys Beat Girls de Yariv Sponko : Photographer
- 2004 : Big Time de Geofrey Hildrew : M.C.
- 2005 : Interviewing Norman d'Aaton Cohen-Sitt : Luigi
- 2006 : A Peace of Jackie de Robert Amico : Radio Reporter #1
- 2012 : Dans la tête de Charles Swan III (A Glimpse Inside the Mind of Charles Swan III) de Roman Coppola
- 2012 : Un plan diabolique (A Dark Plan) (TV) : Paul

### Comme producteur
- 1999 : Life Imitates Art
- 2001 : Full Circle
- 2006 : Chinaman's Chance
- 2006 : Amiss
- 2006 : A Peace of Jackie

### Comme réalisateur
- 1999 : Life Imitates Art
- 2006 : Amiss
- 2006 : A Peace of Jackie

### Comme scénariste
- 1999 : Life Imitates Art
- 2006 : Amiss
- 2006 : A Peace of Jackie